# جيري بوس
جيرالد هاتن "جيري" بوس (27 كانون الثاني 1933)، (18 شباط 2013). كان رجل أعمال ومستثمرًا وكيميائيًا ومحسنًا أمريكيًا. لقد كان المالك الأكبر لفريق لوس أنجلوس ليكرز التابع للاتحاد الوطني لكرة السلة (NBA)، وفاز بعشر بطولات دوري أبرزها حقبة شوتايم للفريق خلال الثمانينيات. تم تجنيده في قاعة مشاهير كرة السلة التذكارية نايسميث كمساهم. يمتلك بوس امتيازات رياضية احترافية أخرى في جنوب كاليفورنيا.

## النشأة والمهنة التجارية
مولود في سولت ليك سيتي، نشأ بوس وإخوته الثلاثة الصغار على يد والدتهم المطلقة، جيسي، التي كانت تعمل نادلة. كان والده، ليدوس، محاسبًا وقام بتدريس الإحصاء في بيركلي، لكنه ترك بوس بعد عيد ميلاده الأول ولم يعد أبدًا. عندما كان في التاسعة من عمره، انتقل بوس مع والدته إلى لوس أنجلوس ؛ بعد ثلاث سنوات عندما تزوجت مرة أخرى، انتقلوا بعد ذلك إلى كيميرر، وايومنغ وعاشوا في منزل مكون من ست غرف مع أخيه غير الشقيق ميكي، وأخته غير الشقيقة سوزان، وأخيه غير الشقيق جيم. كانت إحدى وظائف بوس في طفولته هي العمل لدى زوج والدته، سيسيل براون، الذي كان يمتلك شركة سباكة. تضمنت الوظائف الأخرى في أيام مدرسة بوس الثانوية حمل الحقائب في فندق كيميرر (تدفع 2 دولار في اليوم)، ووضع الدبابيس في صالة البولينج، والعمل في سكك حديد يونيون باسيفيك، وبيع الطوابع، وتلميع الأحذية.
حصل بوس على منحة دراسية إلى جامعة وايومنغ،  وتخرج بدرجة البكالوريوس في عامين ونصف في عام 1953. عاد بعد ذلك إلى لوس أنجلوس والتحق بجامعة جنوب كاليفورنيا (USC)، حيث حصل على درجتي الماجستير والدكتوراه في الكيمياء الفيزيائية عام 1957 عن عمر يناهز 24  عند الانتهاء من درجة الدكتوراه، انتقل بوس إلى بوسطن وعمل لدى آرثر دي ليتل. بدأ بوس العمل ككيميائي في مكتب المناجم (الآن إدارة سلامة وصحة المناجم)؛  ثم عمل لفترة وجيزة في صناعة الطيران لشركة ماكدونيل دوغلاس وكان عضوًا في هيئة التدريس بقسم الكيمياء بجامعة جنوب كاليفورنيا.
استثمر بوس في الأصل في العقارات لتوفير دخل إضافي حتى يتمكن من مواصلة التدريس. كان أول استثمار له هو 1000 دولار في مبنى سكني مكون من 14 وحدة في غرب لوس أنجلوس في عام 1959  بعد أن حقق نجاحًا كبيرًا في مجال العقارات، قام مع شريكه التجاري منذ فترة طويلة، فرانك مارياني، بتأسيس شركة استثمار عقاري مارياني بوس أسوشيتس في عام 1979، اشترت بوس بيكفير، عقار بيفرلي هيلز الذي كانت تملكه ماري بيكفورد ودوغلاس فيربانكس؛  قام ببيعها عام 1987. ادعى بوس أن شركته تمتلك في أريزونا وكاليفورنيا ونيفادا ما يقرب من 700 عقار بحلول عام 1979.
في عام 1974، أنتج بوس فيلمًا اسمه بلاك آي (Black Eye) من بطولة النجم السابق فريد "المطرقة" ويليامسون.
كان بوس مالكًا لموقع Playboy Club في فينيكس.

### ملكية فريق رياضي
أصبح بوس مالك لوس أنجلوس ستيرنغز في فريق التنس العالمي. في عام 1979، اشترى لوس أنجلوس ليكرز في إن بي أي (NBA)، لوس أنجلس كينجز في إن أتش آل (دوري الهوكي الوطني) ، والمنتدى، ومزرعة تبلغ 13،000 فدان في سيرينا نيفادا من جاك كينت كوك مقابل 67.5 مليون دولار (المكافئ لـ 241 مليون دولار في 2020). بيس بعد ذلك باع حصته السيطرة على الملوك إلى بروس مكنايل في عام 1988. ثم وصل إلى اتفاق إعلاني كبير مع غريت ويسترن بنك لحقوق تسمية المنتدى، مما أدى إلى تغيير الاسم الرسمي للمبنى إلى المنتدى الغربي الكبير.
في وقت لاحق، عندما تم تشكيل الاتحاد الوطني لكرة السلة النسائية (WNBA) في عام 1996، تولى بوس مسؤولية تشغيل امتياز لوس أنجلوس لهذا الدوري، لوس أنجلوس سباركس. في النهاية، انتقلت الفرق الثلاثة إلى ساحة أكثر حداثة في وسط مدينة لوس أنجلوس، وهي مركز ستابلز. والتي افتتحت في عام 1999. كجزء من صفقة نقل ليكرز إلى مركز ستابلز، باع بوس المنتدى الغربي العظيم (والذي عاد لاحقًا إلى اسمه الأصلي).
حقق فريق ليكرز نجاحًا كبيرًا تحت ملكية بوس، حيث فاز بـ 10 بطولات الدوري الاميركي للمحترفين مع لاعبين مثل كريم عبد الجبار، وماجيك جونسون، وجيمس ورثي، وشاكيل أونيل،وكوبي براينت، وباو جاسول، ومع المدربين بات رايلي وفل جاكسون. لقد ألهم عصر شوتايم في ليكرز برؤيته أن مباريات كرة السلة يجب أن تكون مسلية. حقق سباركس أيضًا نصيبه من النجاح، حيث فاز ببطولتي الاتحاد الوطني لكرة السلة النسائية مع لاعبين مثل ليزا ليزلي، وتاميكا ديكسون، وديليشا ميلتون جونز.
في عام 2002، عندما تمت إعادة هيكلة الاتحاد الوطني لكرة السلة النسائية لمنح فرقها مالكين فرديين، استحوذ بوس على ملكية سباركس. باع الفريق في عام 2006. يمتلك بوس أيضًا فريق لوس أنجلوس لايزرز من دوري كرة القدم الداخلي الرئيسي. لعب فريق لايزرز أيضًا في المنتدى. تم طي الفريق في عام 1989 وانتهى الدوري بعد ثلاث سنوات.
تم الاعتراف بمساهماته في كرة السلة من خلال انضمامه إلى قاعة مشاهير كرة السلة في عام  حصل بوس على جائزة اللوحة الذهبية من الأكاديمية الأمريكية للإنجاز عام 

## لاعب البوكر
كان بوس لاعب بوكر في الألعاب النقدية عالية المخاطر لسنوات عديدة، لكنه أصبح أكثر نشاطًا في ألعاب البطولات لاحقًا. تضمنت أفضل إنجازاته المركز الثالث في بطولة العالم للبوكر لعام 1991 في حدث ستاد (Stud) المكون من سبع بطاقات والمركز الثاني في دعوة الدورة المجانية لجولة البوكر العالمية لعام 2003. ظهر أيضًا في سلسلة بوكر جي إس إن عالي المخاطر وسلسلةإن بي سي في وقت متأخر من الليل، البوكر بعد حلول الظلام. .

## حاشية جيري بوس
ابتداءً من أوائل الثمانينيات، شوهد جيري بوس في لوس أنجلوس وما حولها في المناسبات الخيرية مع حاشيته الدائمة من الأصدقاء المقربين الذين أطلق عليهم في الصحافة لقب "الأقزام السبعة". ضمت حاشية الدائرة الداخلية لجيري جون روكويل، ورون وديفيد وايلدر، وميغيل أ. نونيز، ولانس ديفيس، ومارك فولتون، وبريان جيه سادلر. غالبًا ما تقوم هذه المجموعة المتماسكة من الأصدقاء بالمزايدة على سلع المزادات الخيرية التي من شأنها أن تساعد في أسباب الأحداث التي حضروها. تم منح الأقزام حلقات البطولة عندما فاز فريق ليكرز بالألقاب وتم منحهم حق الوصول المطلق إلى جميع ألعاب وأحداث ليكر المنزلية في المنتدى الرائع / المنتدى الغربي الكبير / مركز ستابلز. من الناحية المهنية، كان الأقزام من المساهمين المتميزين الذين شغلوا مناصب كمساعد خاص، ومستشار مالي، ومصرفي استثماري، ومدير تسويق. كان فريق الأقزام ثابتًا في صفوف شوتايم ليكرز وبينهم طوال الثمانينيات والتسعينيات، وحتى وفاة جيري في عام 2013.

## الإحسان
في كانون الثاني 2008، تبرع بوس بمبلغ 7.5 مليون دولار لقسم الكيمياء بجامعة جنوب كاليفورنيا لتمويل كرسيين وصندوق المنح الدراسية لطلاب الدراسات العليا في الكيمياء. كان من المقرر تسمية الكرسيين على اسم معلميه في جامعة جنوب كاليفورنيا، الأستاذين سيدني بنسون وديفيد دوز. كان بوس عضوًا أوليًا في مجلس مستشاري كلية جامعة جنوب كاليفورنيا.
امتدت أعماله الخيرية أيضًا إلى الأشخاص المرتبطين بفريق ليكرز. عندما تعرض لاعب ليكرز السابق والت هازارد، مستشار الفريق آنذاك، لسكتة دماغية كارثية في عام 1996، أبقى بوس هازارد على جدول الرواتب وأخبر ابن هازارد أن والده سيظل موظفًا في ليكرز طالما كان بوس يملك الفريق. عندما توفي هازارد في عام 2011، كان لا يزال موظفًا في ليكرز.

## الحياة الشخصية
جيري بوس لديه سبعة أطفال معروفين. انتهى زواج بوس من جوان مولر السابقة بالطلاق عام 1972 بعد أن أنجبا خمسة أطفال: لي (مواليد 1953  )، جوني (مواليد 1956)، جيم (مواليد 1959)، جيني (مواليد 1961) وجاني. (مواليد 1963). تم طرح طفلهم الأكبر، لي، للتبني بعد وقت قصير من ولادته. يُزعم أن جيري بوس تزوج من زوجته الثانية، فيرونيكا هوف (  )، في عام 1972 بينما كان لا يزال متزوجًا من زوجته الأولى، جوان. خلال الفترة التي قضاها كمالك لفريق ليكرز، كان بوس معروفًا على نطاق واسع بأنه فتى مستهتر وكان لديه سلسلة من الصديقات الشابات. واعدت بوس أخت ليندا رامبيس الصغرى، ديبي زعفراني، التي كانت أرنبًا مستهترًا.
كان لدى بوس طفلان آخران مع صديقته كارين ديميل: جوي (مواليد 1985) وجيسي (مواليد 1988). عند وفاته في عام 2013، كان ستة من أصل سبعة من أبنائه يعملون في منظمة ليكرز.
في عام 1990، توصلت بوس إلى تسوية خارج المحكمة في دعوى نفقة رفعتها بوبي بوس، التي قالت إنها كانت على علاقة متقطعة مع بوس لمدة 15 عامًا، وزعمت أيضًا أنه أنجب ابنها؛  ولم يتم الكشف عن تفاصيل التسوية.
في 29 آيار 2007، تم إصدار مخالفة للقيادة تحت تأثير الكحول بعد أن رآه اثنان من ضباط دورية الطرق السريعة في كاليفورنيا وهو يقود سيارته المرسيدس بنز الذهبية على الجانب الخطأ من الطريق في مجتمع كارلسباد الساحلي في شمال مقاطعة سان دييغو، مع راكبة تبلغ من العمر 23 عامًا. بعد إخفاقه في اختبار الرصانة الميداني، تم احتجاز بوس، وإجراء فحص دم له، وحجزه للاشتباه في قيادته وهو مخمورًا بمستوى كحول في الدم يزيد عن 0.08.

## موت
في عام 2012، بقي بوس في المستشفى لعدة أشهر بسبب مشكلة معوية لم يتم الكشف عنها. حتى عيد ميلاده الثمانين في 27 كانون الثاني 2013، لم يحضر مباراة ليكرز خلال موسم 2012–13 بسبب مخاوف صحية. في 14 شباط 2013، قبل أربعة أيام من وفاته، تم الكشف عن أن بوس كان يحارب السرطان منذ عام 2012 
بعد دخوله المستشفى في مركز سيدارز سيناء الطبي بسبب شكل غير معروف من السرطان، توفي بسبب فشل كلوي في 18 فبراير 2013، عن عمر  80  في 21 فبراير، تجمع المئات من الأصدقاء والزملاء وأفراد الأسرة لتكريم بوس في حفل تأبين متلفز في مسرح مايكروسوفت ، على الجانب الآخر من ملعب فريق ليكرز الرئيسي، مركز ستابلز. تم دفن بوس في 22 شباط في حديقة فورست لون التذكارية (هوليوود هيلز) في حفل خاص مع العائلة والأصدقاء المقربين.
قال مفوض الدوري الاميركي للمحترفين ديفيد ستيرن عن بوس "لقد فقد الدوري الاميركي للمحترفين مالكًا صاحب رؤية تأثيره على الدوري لا يُحصى وسيظل محسوسًا لعقود قادمة". وقال كوبي براينت، حارس ليكرز، إن "تأثيره محسوس في جميع أنحاء العالم"، ووصف بوس بأنه "أعظم مالك في الرياضة على الإطلاق".
انتقلت ملكية بوس المسيطرة على فريق ليكرز بنسبة 66٪ إلى أبنائه الستة عبر صندوق ائتماني، حيث يحصل كل طفل على صوت متساوٍ (11٪ لكل طفل). خطة خلافته جعلت ابنته جيني تتولى لقبه السابق كمحافظ ليكرز بالإضافة إلى ممثل الفريق في اجتماعات مجلس محافظي الدوري الاميركي للمحترفين. تولت ابنته تدريب ليكرز في 27 آذار 2017.

## روابط خارجية
- نتائج بطولة جيري بوس هندون موب
- جيري بوس في قاعدة بيانات الأفلام على الإنترنت
- الملف الشخصي لمجلة كاسبر
- Jerry Buss على موقع فايند أغريف